# Quảng Bình
Pokrajina Quảng Bình (vijetnamski: Tỉnh Quảng Bình) je vietnamska pokrajina u regiji Bac Trung Bo. Glavno mjesto je Đồng Hới. 
Pokrajina na sjeveru graniči s pokrajinama Hà Tĩnh i Quảng Trị, Laosom, te Južnim kineskom morem. 

## Najveće općine
(stanje od 31. svibnja 2007)
- Đồng Hới
- Lệ Thủy
- Quảng Ninh
- Bố Trạch
- Quảng Trạch
- Tuyên Hóa